# Heo Yool
Heo Yool (hangul: 허율; nascida em 26 de agosto de 2009) é uma atriz sul-coreana. Ela é mais conhecida por seu papel no drama coreano Mother.

## Carreira
Em 2018, Heo Yool competiu com outras quatrocentas crianças para interpretar a personagem principal do drama de televisão Mother, que ganhou reconhecimento internacional por meio da indicação ao primeiro festival internacional de séries de televisão de Cannes. Ela também foi a mais jovem vencedora da categoria de Melhor Atriz Revelação no Baeksang Arts Awards. Desde março de 2018, ela mantém um contrato com a Fly Up Entertainment.

## Filmografia
| Ano  | Título    | Papel                     | Emissora | Notas         | Ref.  |
| ---- | --------- | ------------------------- | -------- | ------------- | ----- |
| 2018 | Mother    | Kim Hye-na / Kim Yoon-bok | tvN      |               | [ 1 ] |
| 2018 | The Guest | Jung Seo-yoon             | OCN      | Episódios 8-9 | [ 7 ] |

## Prêmios e indicações
| Ano  | Prêmio               | Categoria                   | Trabalho indicado | Resultado | Ref.        |
| ---- | -------------------- | --------------------------- | ----------------- | --------- | ----------- |
| 2018 | Baeksang Arts Awards | Melhor Atriz Revelação (TV) | Mother            | Venceu    | [ 4 ] [ 5 ] |